# Morinda grayi
Morinda grayi är en måreväxtart som beskrevs av Berthold Carl Seemann. Morinda grayi ingår i släktet Morinda och familjen måreväxter. Inga underarter finns listade i Catalogue of Life.